# Trichura completa
Trichura completa är en fjärilsart som beskrevs av Max Wilhelm Karl Draudt 1915. Trichura completa ingår i släktet Trichura och familjen björnspinnare. Inga underarter finns listade i Catalogue of Life.